# Pseudotriacanthus strigilifer
Pseudotriacanthus strigilifer és una espècie de peix de la família dels triacàntids i de l'ordre dels tetraodontiformes.

## Morfologia
- Els mascles poden assolir 25 cm de longitud total.[2][3]

## Alimentació
Menja invertebrats bentònics.

## Hàbitat
És un peix de clima tropical i demersal que viu entre 2-110 m de fondària.

## Distribució geogràfica
Es troba des del Golf d'Oman fins a Indonèsia i les Filipines.

## Ús comercial
És venut fresc als mercats.